# Protogarypinus giganteus
Protogarypinus giganteus är en spindeldjursart som beskrevs av Beier 1954. Protogarypinus giganteus ingår i släktet Protogarypinus och familjen Garypinidae. Inga underarter finns listade i Catalogue of Life.